# XXx: Nová dimenze
xXx: Nová dimenze je pokračování amerického akčního filmu xXx z roku 2002. V roce 2005 jej natočil Lee Tamahori.

## Příběh
V jedné stáji ve Virginii se hlídač diví, proč se koně plaší. O chvíli později najde několik mrtvol a je zavražděn. Vzápětí se do tajné základny NSA dostanou speciální jednotky. Masakr přežijí pouze Augustus Eugene Gibbons a Toby Lee Shavers z prvního dílu. Uniknou a jsou obviněni ze zrady.
Zemře Xender Cage alias Agent xXx a Gibbons za něj musí najít náhradu. Vybere si svého bývalého kolegu Dariuse Stonea z jednotky SEAL, kterému pomůže na útěku z vězení. Gibbons pověří Dariuse vloupáním do zničené pevnosti NSA. Darius se dostane do základny a musí utíkat, zatímco ho pronásleduje agent Kyle Steele. Pro zbývající dokumenty se Gibbons vypraví domů. Tam je přepaden svým bývalým kolegou Cobbem a ten ho zneškodní. Objevuje se Gibbonsův bývalý velitel, generál George Deckert. Dům je zapálen a Gibbons v něm umírá. Toby s Dariusem najdou na harddisku ze základny jméno jisté Charlie. Darius s ní mluví a po menší honičce jede k ní domů. Nemůže ji nikde najít, najde jen pistoli, mrtvého důstojníka Jacka Pettiboneho a hromadu policistů kolem domu. Jako vyjednavač jde do domu Kyle. Když vejdou do domu policisté, Darius jednomu z nich sebere oblečení a v přestrojení unikne.
Toby zjistí, že na letadlové lodi generála Deckerta se formuje armáda. Darius se tam vydá, aby si to obhlídl. Hádá se s Cobbem a objeví cely. V celách jsou uzavřeni všichni vojáci z bývalé jednotky, včetně Gibbonse. Podaří se mu přesvědčit Kyleho, že Deckert plánuje revoluci.
Darius, Toby a Kyle se vydají do automobilového klubu Dariusova kamaráda Zekeho. Vybaví se zbraněmi a automobily aby byli připraveni na revoluci. Mezitím převleče Cobb Gibbonse a jeho vojáky do uniforem a chce je obvinit z budoucí vraždy prezidenta. Začíná prezidentův proslov v Kapitolu. Zekeho lidi obsadí Washington D.C., když začíná Deckertův plán. Vyhodí proud v Kapitolu a prezidenta vezme pryč. Objeví se speciální jednotky a všechny kromě prezidenta zabijí. Toho si Deckert bere jako rukojmí, když Zeke začne střílet na Kapitol z tanku. Nasedají do rychlovlaku, Darius vlak pronásleduje autem. Pere se s Cobbem, zabije ho a pak bojuje i s Deckertem. Mezitím prezidenta popadne Kyle a odnese ho do bezpečí. Když chce Deckert Dariuse zastřelit, skočí Darius do vody. Ve vlaku zůstane jenom Deckert a to je signál pro Gibbonse aby vlak zničil.
Kyle je vyznamenán, stejně tak k podivu ostatních i Deckert a další vyznamenání patří neznámým hrdinům. Na závěr ještě prezident cituje Tupaca. Kyle je nový vůdce NSA a Darius mizí pryč.

## Obsazení
- Samuel L. Jackson - Augustus Eugene Gibbons
- Ice Cube - Darius Stone
- Michael Roof - Toby Lee Shavers
- Scott Speedman - Kyle Christopher Steele
- Willem Dafoe - George Deckert
- Nona Gaye - Lola Jackson
- Xzibit - Zeke
- Sunny Mabrey - Charlie Mayweather
- John G. Connolly - Alabama Cobb
- Peter Strauss - James Sanford
- Ramon De Ocampo - Meandows